# Odgen Rood
Odgen Nicholas Rood (Danbury, 3 febbraio 1831 – Manhattan, 12 novembre 1902) è stato un fisico statunitense.
È noto per i suoi studi nel campo della Teoria dei colori.